# Liga a IV-a Mureș
Liga a IV-a Mureș, denumită oficial Liga a IV-a Elite, este principala competiție fotbalistică din județul Mureș, organizată de Asociația Județeană de Fotbal (AJF) Mureș, situată în al patrulea eșalon al sistemului de ligi al fotbalului românesc.
Competiția este disputată de un număr variabil de echipe, în funcție de numărul echipelor retrogradate din Liga a III-a, al celor promovate din Liga a V-a Mureș, precum și al echipelor care se retrag sau se înscriu în competiție. Campioana poate sau nu să promoveze în Liga a III-a, în funcție de rezultatul barajului de promovare disputat împotriva campioanei dintr-o serie județeană vecină.

## Istoric
În 1968, în urma noii reorganizări administrative și teritoriale a țării, fiecare județ a înființat propriul campionat de fotbal, integrând echipele din fostele campionate regionale, precum și echipele care evoluau anterior în competițiile orășenești și raionale. Proaspăt înființatul Campionat Județean Mureș a fost pus sub autoritatea nou-înființatului Consiliu Județean pentru Educație Fizică și Sport (CJEFS) Mureș.
De atunci, structura și organizarea Ligii a IV-a Mureș, la fel ca în cazul multor alte campionate județene, au suferit numeroase schimbări. Între 1968 și 1992, principala competiție județeană a fost cunoscută sub numele de Campionatul Județean. Între 1992 și 1997, a fost redenumită Divizia C – Faza Județeană, apoi Divizia D, începând cu anul 1997, iar din 2006 este cunoscută ca Liga a IV-a.

## Lista campioanelor

### Campionatul Regional Mureș
| Ed. | Sezon   | Campioană                   |
| --- | ------- | --------------------------- |
| 1   | 1951    | Avântul Reghin              |
| 2   | 1952    | Avântul Reghin              |
| 3   | 1953    | Spartac Târgu Mureș         |
| 4   | 1954    | Dinamo Târgu Mureș          |
| 5   | 1955    |                             |
| 6   | 1956    |                             |
| 7   | 1957–58 | Alimentara Târgu Mureș      |
| 8   | 1958–59 |                             |
| 9   | 1959–60 | Voința Târgu Mureș          |
| 10  | 1960–61 | Rapid IRA Târgu Mureș       |
| 11  | 1961–62 | Avântul Reghin              |
| 12  | 1962–63 | Rapid Târgu Mureș           |
| 13  | 1963–64 | ASM Odorheiu Secuiesc       |
| 14  | 1964–65 | Progresul Reghin            |
| 15  | 1965–66 | Confecția Odorheiu Secuiesc |
| 16  | 1966–67 | Știința Târgu Mureș         |
| 17  | 1967–68 | Lemnarul Odorheiu Secuiesc  |

### Campionatul Județean Mureș
| Ed.                  | Sezon                | Campioană                 |
| Campionatul Județean | Campionatul Județean | Campionatul Județean      |
| -------------------- | -------------------- | ------------------------- |
| 1                    | 1968–69              | Lemnarul Târgu Mureș      |
| 2                    | 1969–70              | CFR Sighișoara            |
| 3                    | 1970–71              | Viitorul Târgu Mureș      |
| 4                    | 1971–72              | Lacul Ursu Sovata         |
| 5                    | 1972–73              | Avântul Reghin            |
| 6                    | 1973–74              | Mureșul Luduș             |
| 7                    | 1974–75              | Mureșul Luduș             |
| 8                    | 1975–76              | Mureșul Luduș             |
| 9                    | 1976–77              | Oțelul Reghin             |
| 10                   | 1977–78              | Sticla Târnaveni          |
| 11                   | 1978–79              | Faianța Sighișoara        |
| 12                   | 1979–80              | Electrozahăr Târgu Mureș  |
| 13                   | 1980–81              | Metalotehnica Târgu Mureș |
| 14                   | 1981–82              | Electromureș Târgu Mureș  |
| 15                   | 1982–83              | Electromureș Târgu Mureș  |
| 16                   | 1983–84              | Metalul Reghin            |
| 17                   | 1984–85              | Lacul Ursu Sovata         |
| 18                   | 1985–86              | Metalul Reghin            |
| 19                   | 1986–87              | Lacul Ursu Sovata         |
| 20                   | 1987–88              | IRA Târgu Mureș           |
| 21                   | 1988–89              | Transportul Târgu Mureș   |
| 22                   | 1989–90              | Energia Iernut            |
| 23                   | 1990–91              | Metalul Sighișoara        |
| 24                   | 1991–92              | Merum Reghin              |

| Ed.                        | Sezon                      | Campioană                  |
| Divizia C – Faza Județeană | Divizia C – Faza Județeană | Divizia C – Faza Județeană |
| -------------------------- | -------------------------- | -------------------------- |
| 25                         | 1992–93                    | Avicola Unirea Ungheni     |
| 26                         | 1993–94                    | Chimica Târnăveni          |
| 27                         | 1994–95                    | Electromureș Târgu Mureș   |
| 28                         | 1995–96                    | Constructorul Reghin       |
| 29                         | 1996–97                    | FC Reghin                  |
| Divizia D                  |                            |                            |
| 30                         | 1997–98                    | Electromureș Târgu Mureș   |
| 31                         | 1998–99                    | Avântul Silva Reghin       |
| 32                         | 1999–00                    | Gaz Metan Târgu Mureș      |
| 33                         | 2000–01                    | Unirea Ungheni             |
| 34                         | 2001–02                    | Lacul Ursu Mobila Sovata   |
| 35                         | 2002–03                    | Lacul Ursu Mobila Sovata   |
| 36                         | 2003–04                    | Mureșul Luduș              |
| 37                         | 2004–05                    | Trans-Sil Târgu Mureș      |
| 38                         | 2005–06                    | Avântul Miheșu de Câmpie   |
| Liga a IV-a                |                            |                            |
| 39                         | 2006–07                    | Gaz Metan Târgu Mureș      |
| 40                         | 2007–08                    | ASO Miercurea Nirajului    |
| 41                         | 2008–09                    | ASO Miercurea Nirajului    |
| 42                         | 2009–10                    | Gaz Metan Târgu Mureș      |
| 43                         | 2010–11                    | FCM Târgu Mureș II         |
| 44                         | 2011–12                    | Lacul Ursu Mobila Sovata   |
| 45                         | 2012–13                    | Mureșul Luduș              |
| 46                         | 2013–14                    | CS Iernut                  |

| Ed. | Sezon   | Campioană            |
| --- | ------- | -------------------- |
| 47  | 2014–15 | Viitorul Ungheni     |
| 48  | 2015–16 | Mureșul Luduș        |
| 49  | 2016–17 | Mureșul Rușii-Munți  |
| 50  | 2017–18 | MSE 08 Târgu Mureș   |
| 51  | 2018–19 | CSM Târgu Mureș      |
| 52  | 2019–20 | Unirea Ungheni       |
| 53  | 2020–21 | CS Iernut            |
| 54  | 2021–22 | MSE 1898 Târgu Mureș |
| 55  | 2022–23 | CS Iernut            |
| 56  | 2023–24 | CS Iernut            |
| 57  | 2024–25 | ASA Târgu Mureș      |